# Вильнюсская телебашня
Вильнюсская телебашня (лит. Vilniaus televizijos bokštas) находится в Вильнюсе, район Каролинишкес, на берегу реки Нярис. Высота башни — 326 м, введена в эксплуатацию 31 января 1981 года. Башня — высочайшее сооружение Литвы. В ней находится Литовский теле- и радиовещательный центр.
На высоте 165 метров находится вращающийся ресторан «Paukščių takas» («Млечный Путь»). Туда за 45 секунд, со скоростью 6 м/с, посетителей доставляет скоростной лифт.
13 января 1991 года советскими войсками был предпринят штурм телебашни, при котором погибло 15 человек и как минимум 140 были ранены.
Под Новый, 2000 год, и в последующие годы на каждое Рождество, башню украшают наподобие ёлки (32 гирлянды, каждая длиной 170 м; общее количество лампочек — около 6 тысяч; общая масса гирлянд — около 1339 кг).
Под новый, 2015 год, от гирлянд с лампами отказались, заменив их лазерами (32 зелёных светят вниз, 4 фиолетово-зелёных горизонтально).

Во время Чемпионата мира по баскетболу в 2006 году на ней находилось (с 19 августа) баскетбольное кольцо (диаметр 34,7 м, длина сетки 40 м; использованы 2560 м светящегося провода). Вновь корзина появилась 29 августа 2011, во время празднования открытия «Eurobasket-2011», проводимого в Литве.
5 декабря 2020 г. была открыта самая высокая в Литве смотровая площадка на высоте 180 м.

## Строительство башни
Проект башни был разработан В. Обыдовым. Фундамент заложен 31 мая 1974 года, акт Государственной комиссии о принятии в эксплуатацию был подписан 30 декабря 1980 года, Совет Министров Литовской ССР утвердил этот акт 30 января 1981 года.
Завершение строительства Вильнюсской телебашни позволило:
- увеличить количество транслируемых каналов до четырёх;
- расширить радиус покрытия до 80 км;
- улучшить качество телетрансляций;
- увеличить количество транслируемых в УКВ-диапазоне радиостанций до четырёх, повысить площадь зоны покрытия и улучшить качество звука.

## Техническая информация
Вес башни — 25 тыс. тонн, высота — 326,47 м, площадь помещений — 3355 м². Верхняя часть покрыта медными листами и утеплена. Основание башни — круг диаметром 38 м.

## Рекорды
- 15 февраля 1999 — на башне поднята национальная лента длиной 326 и шириной 3,5 м. Лента соткана народной художницей Бируте Янавичене.
- 6 июля 2000 — в честь Дня независимости был поднят самый большой флаг Литвы (площадь 1215 м², вес 80 (130) кг).
- 12 июня 1999 — во время забега на День радио Пятрас Пранцкунас поднялся по эвакуационной лестнице (917 ступенек, 165 м) до ресторана за 5 мин. 3,8 сек.
- 18 мая 2009 — совершил прыжок с парашютом один из самых знаменитых парашютистов-бейсджамперов Cedric Dumont[4].